# راي باير
راي باير (بالإنجليزية: Ray Baer)‏ هو لاعب كرة قدم أمريكية أمريكي، ولد في 7 مايو 1905 في مقاطعة جيفيرسون في الولايات المتحدة، وتوفي في 19 يناير 1968 في لويفيل في الولايات المتحدة.